# Reformierte Kirche Densbüren

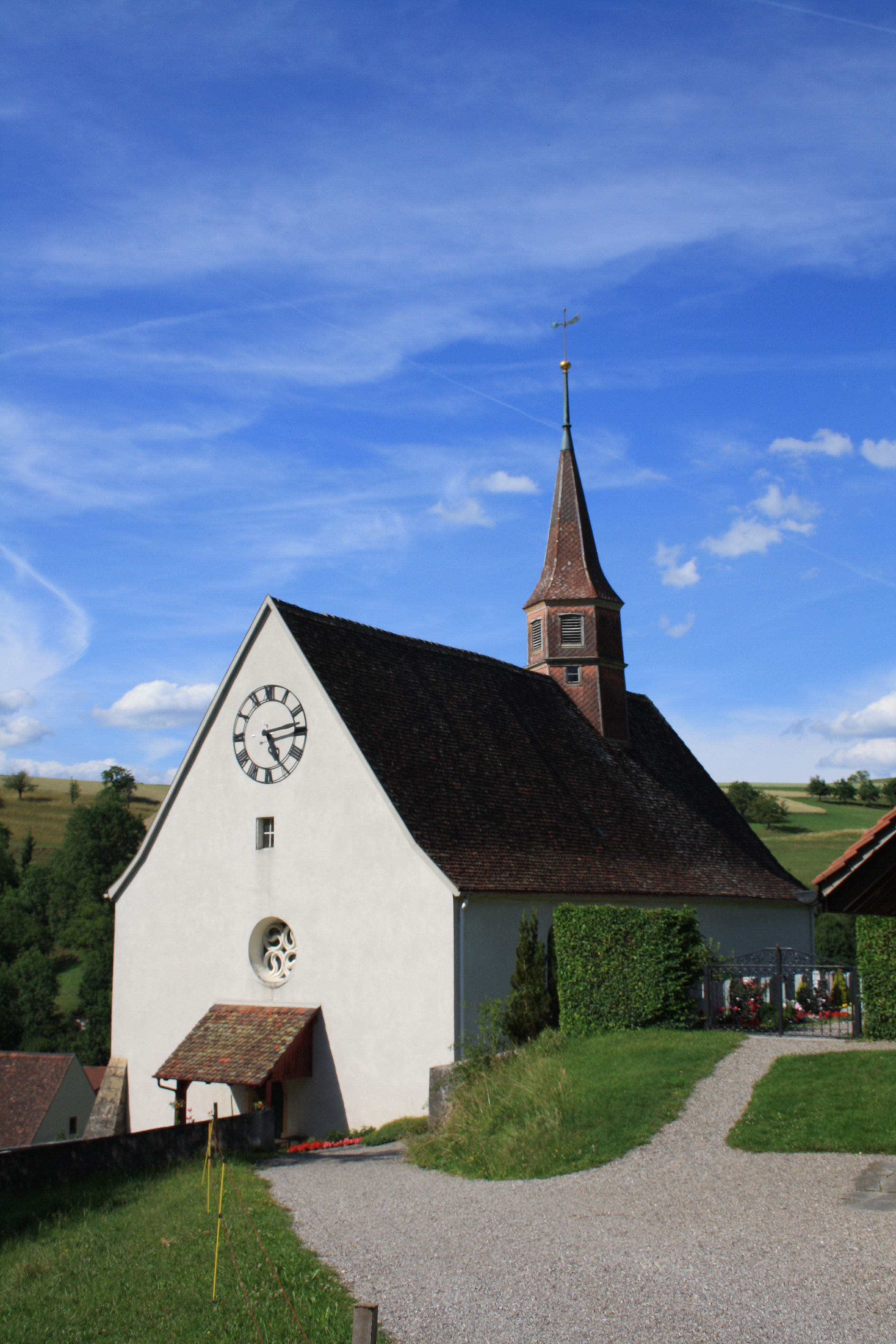
Reformierte Kirche von Densbüren

Die reformierte Kirche Densbüren ist die reformierte Dorfkirche in der aargauischen Gemeinde Densbüren in der Schweiz.

## Geschichte
Ursprünglich stand in Densbüren eine Kapelle, die Bevölkerung gehörte zur Pfarrei Herznach und ging dort zur Kirche. Als die Berner im Jahre 1502 die Herrschaft Urgiz erwarben und somit Densbüren zu Bern kam, blieben die kirchlichen Verhältnisse zunächst unverändert, auch wenn Herznach zu Vorderösterreich gehörte. Diese Situation änderte sich grundlegend, als in Bern 1528 die Reformation eingeführt wurde. Densbüren wurde 1534 von der Pfarrei Herznach getrennt und der Pfarrei Elfingen zugeordnet. Da der Weg in die Kirche weit war, ersetzte man die Kapelle zwischen 1552 und 1558 durch eine Kirche. 1643 wurde Densbüren dann zu einer eigenständigen Pfarrei, 1663 erhielt die Kirche eine neue Ausstattung.

## Gebäude

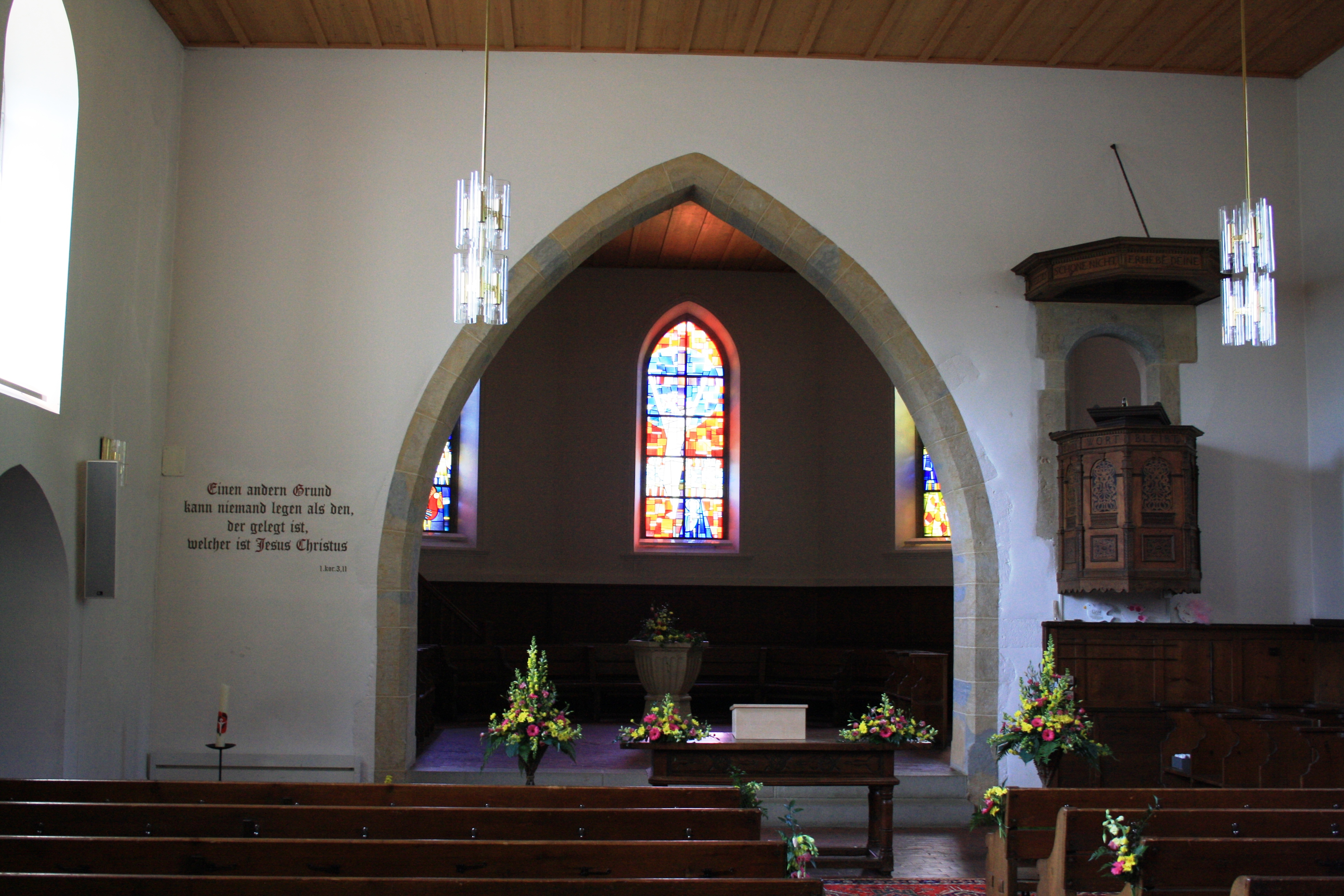
Innenraum der Kirche

Die Kirche steht etwas erhöht am Hang des Rüdlenbergs. Sie ist in schlichtem spätgotischen Stil erbaut, ihre Fassade ist nur durch Spitzbogenfenster ohne Masswerk und zwei profilierte Spitzbogeneingänge gegliedert. Darüber spannt sich ein Satteldach mit spitzem Dachreiter, in dem sich zwei Glocken von 1663 und 1936 befinden. Über dem Klebedach am westseitigen Eingang ist eine Masswerkrosette mit vier Fischblasenmedaillons eingelassen. Darüber befindet sich eine Uhr mit schmucklosem Zifferblatt.
Im Inneren teilt ein spitzer Bogen das Kirchenschiff vom gleich breiten Chor. Dieser weist die Form eines flachen Polygons auf und ist leicht erhöht. An der Nordseite führt eine Treppe zum Dachboden. Die ebenfalls polygonale Kanzel ist im Schiff an der rechten Chortrennwand angebracht. Die Glasfenster der Kirche zeigen einerseits die Wappen der Ortsbürger, andererseits stellen sie hohe Feiertage dar.

## Orgel

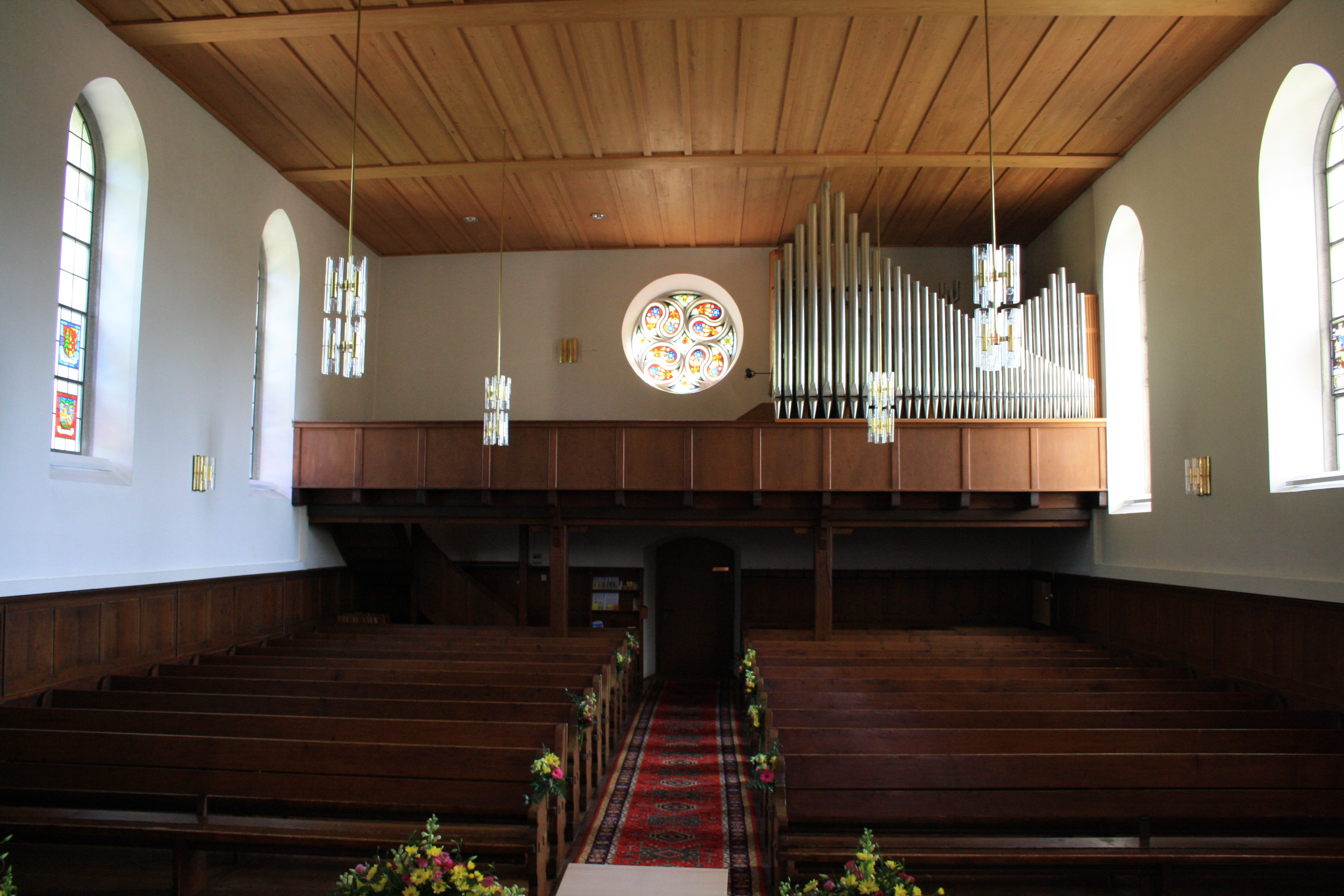
Blick zur Orgel

Auf der Empore wurde 1956 eine Orgel erstellt, welche ein bisher benütztes Harmonium ersetzte. Die Firma Orgelbau Maag AG, Zürich, baute auf der rechten Emporenseite eine Multiplexorgel auf, bei welcher mit relativ wenig vorhandenen Registern und vielen Transmissionen und Auszügen daraus viele Variationen der Registrierung möglich sind. Am 22. November 1956 wurde die Orgel eingeweiht. Die Firma Maag baute Windladen mit den technisch nicht ganz ausgereiften Solenoid-Ventilen zur Ansteuerung der Orgelpfeifen. Nach mehreren Reparaturen und Erneuerungsversuchen wurde die Orgel schliesslich umgebaut und erhielt konventionelle, mechanische Trakturen und Schleifwindladen.
2019 wurde die Orgel durch Orgelbau Kuhn AG, Männedorf, generalrevidiert. Die Windanlage auf dem Kirchenestrich wurde neu gebaut und die Luft wird neu durch ein Loch in der Kirchendecke im Kirchenraum angesaugt.
Die Orgel hat zwei Manuale und Pedal und insgesamt 18 Register. Beim Umbau wurde das Registercrescendo (Registerschweller) und im ersten Manual die Trompete 8' entfernt. Die Disposition lautet:
| I Manual C–   |        |
| Principal     | 8′     |
| Rohrflöte     | 8′     |
| Oktave        | 4′     |
| Blockflöte    | 4′     |
| Quinte        | 2 ⁄3′  |
| Mixtur III–IV | 2′     |
| Terz          | 1 3⁄5′ |

| II Manual C–  |       |
| Gedackt       | 8′    |
| Suavual       | 8′    |
| Prinzipal     | 4′    |
| Nachthorn     | 4′    |
| Flageolet     | 2′    |
| Larigot       | 1 ⁄3′ |
| Scharf III-IV | 1′    |

| Pedal C–    |     |
| Subbass     | 16′ |
| Gedacktbass | 8′  |
| Oktavbass   | 8′  |
| Gedackflöte | 8′  |

- Koppeln: II/I, I/P, II/P
- Spielhilfen: Absteller Mixtur (I. Man.) und Scharf (II. Man.)

## Glocken

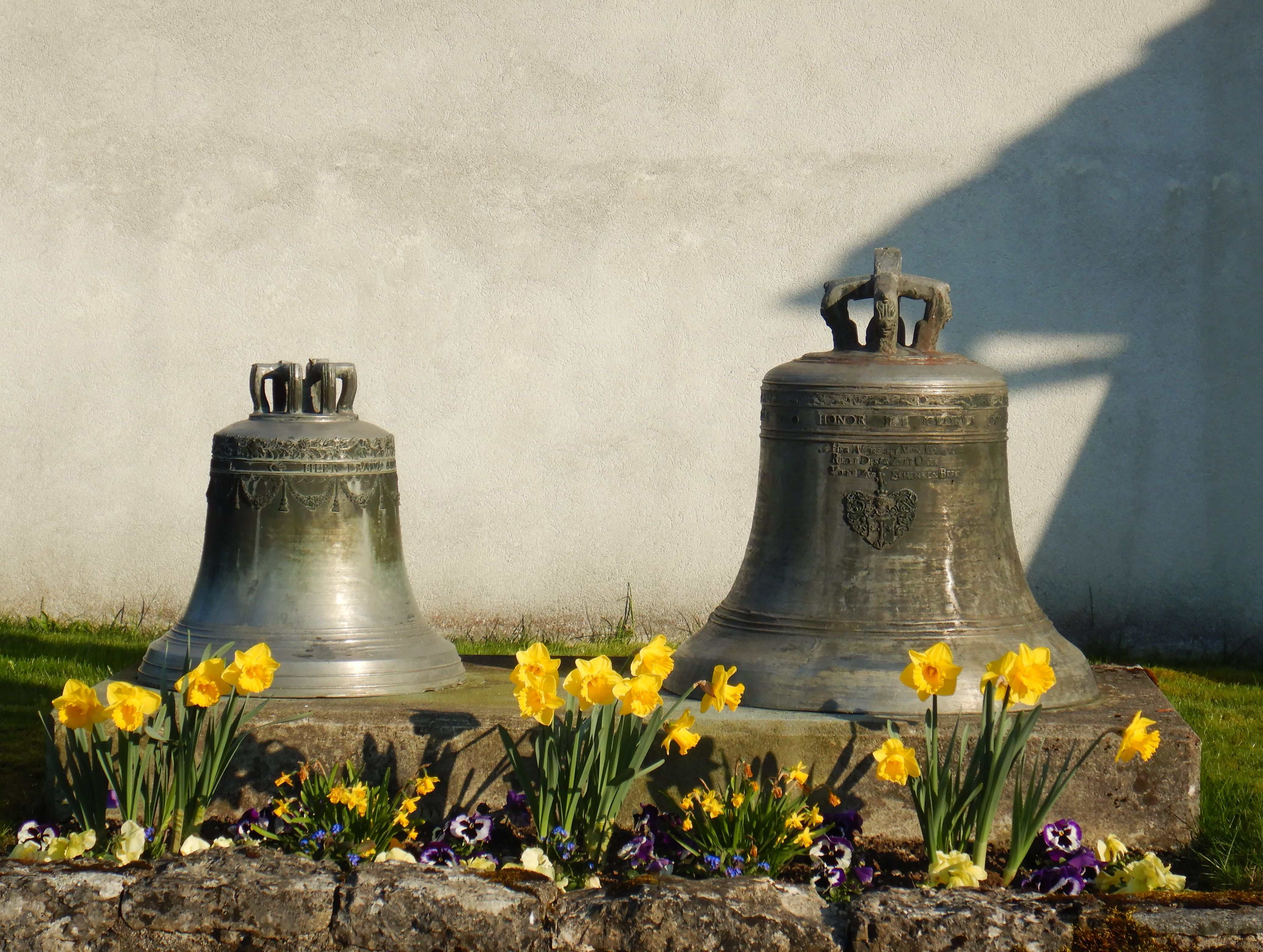
Alte Glocken vor der Kirche.

Zwei alte Glocken, von 1663 und 1825, stehen ausserhalb der Kirche, auf der Westseite. Im Kirchturm schlagen drei Glocken, alle aus der Glockengiesserei Rüetschi in Aarau, von 1936, und zwei von 1976.
Erste Glocke (1663)
Die erste Glocke wurde 1663 in der Glockengiesserei von Peter Füssli in Zürich gegossen.
- Inschrift vorne[4]

Her Albrecht Von Graffen

Riedt Diser Zeit Ober

Vogt Zu SchenkenBerg
(Wappen der Familie Von Graffenriedt)
- Inschrift oben[5]:

«SOLI DEO HONOR ET GLORIA DOMINUS TECUM»
- Inschrift hinten[6]:

VS HITZ VND FÜR BIN ICH

GEFLOSSEN PETER FÜSSLI

VO ZÜRICH HAT MICH GOSSE
Zweite Glocke (1825)
Die zweite Glocke wurde 1825 in der Glockengiesserei Rüetschi in Aarau gegossen.
- Inschrift oben[7]: «HERR FRANZ GOTTLIB IMHOFF DER ZEIT PFARRER IN DENSCHBÜREN»
- Inschrift unten[8]: «GEGOSSEN VON JAKOB VND SEBASTIAN RUETSCHI IN ARAU 1825»

Dritte Glocke (1936)
- Inschrift vorne:

FONDUE PAR

RÜETSCHI S.-A. AARAU

1936
Vierte (grosse) Glocke (1976)
- Inschrift vorne:

ICH BIN

DAS LICHT

DER WELT
- Inschrift hinten:

REFORMIERTE

KIRCHE

DENSBÜREN
- Inschrift unten: GLOCKENGIESSEREI H.RÜETSCHI AG AARAU 1976

Fünfte (kleine) Glocke (1976)
- Inschrift vorne:

IHR SEID

DAS LICHT

DER WELT
- Inschrift hinten:

REFORMIERTE

KIRCHE

DENSBÜREN
- Inschrift unten: GLOCKENGIESSEREI H.RÜETSCHI AG AARAU 1976

## Fenster

### Chorfenster
Die drei Chorfenster wurden 1964/65 von W. Sommer im Atelier A. Rojser geschaffen:

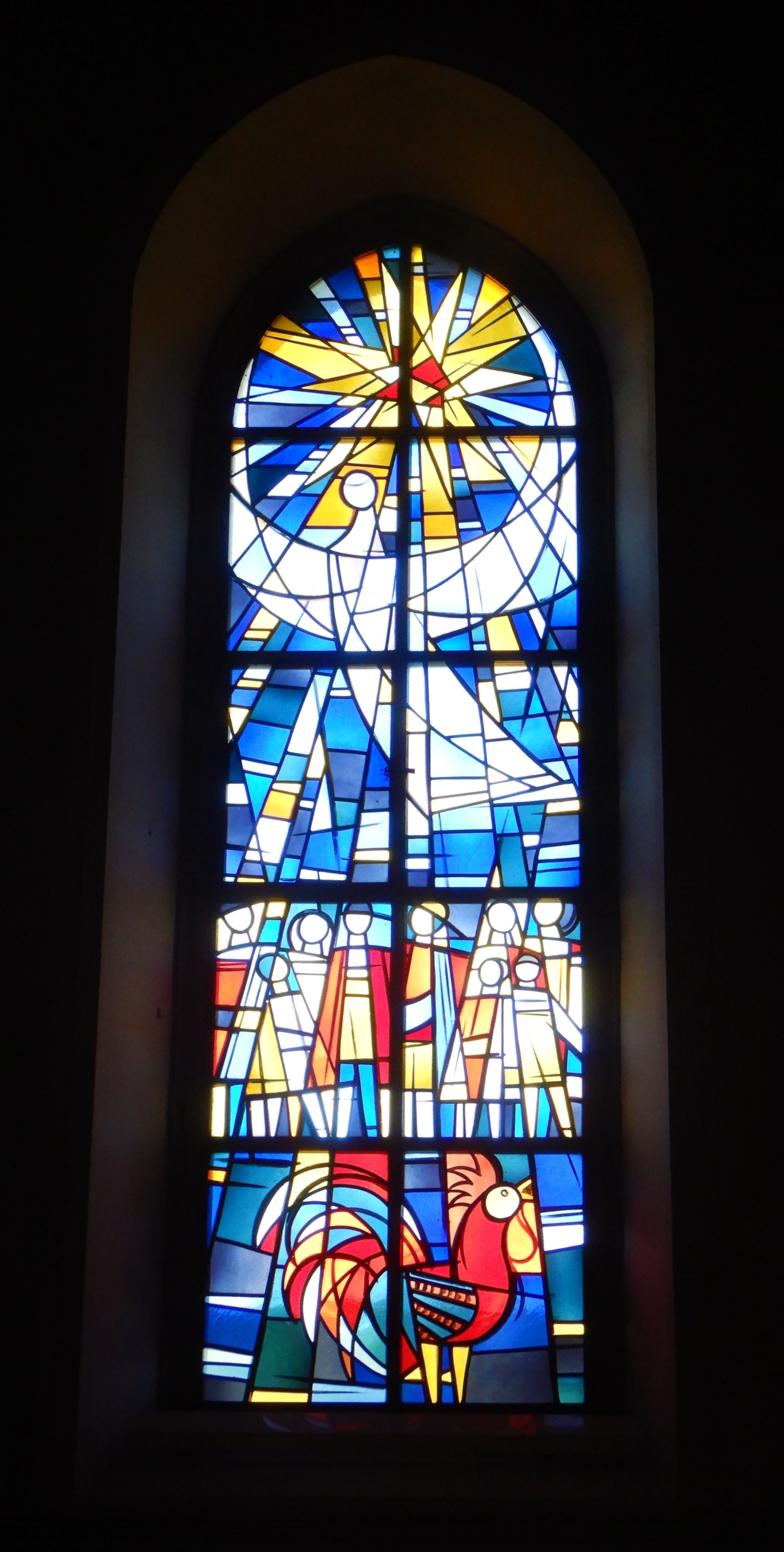
Fenster Links Auffahrt
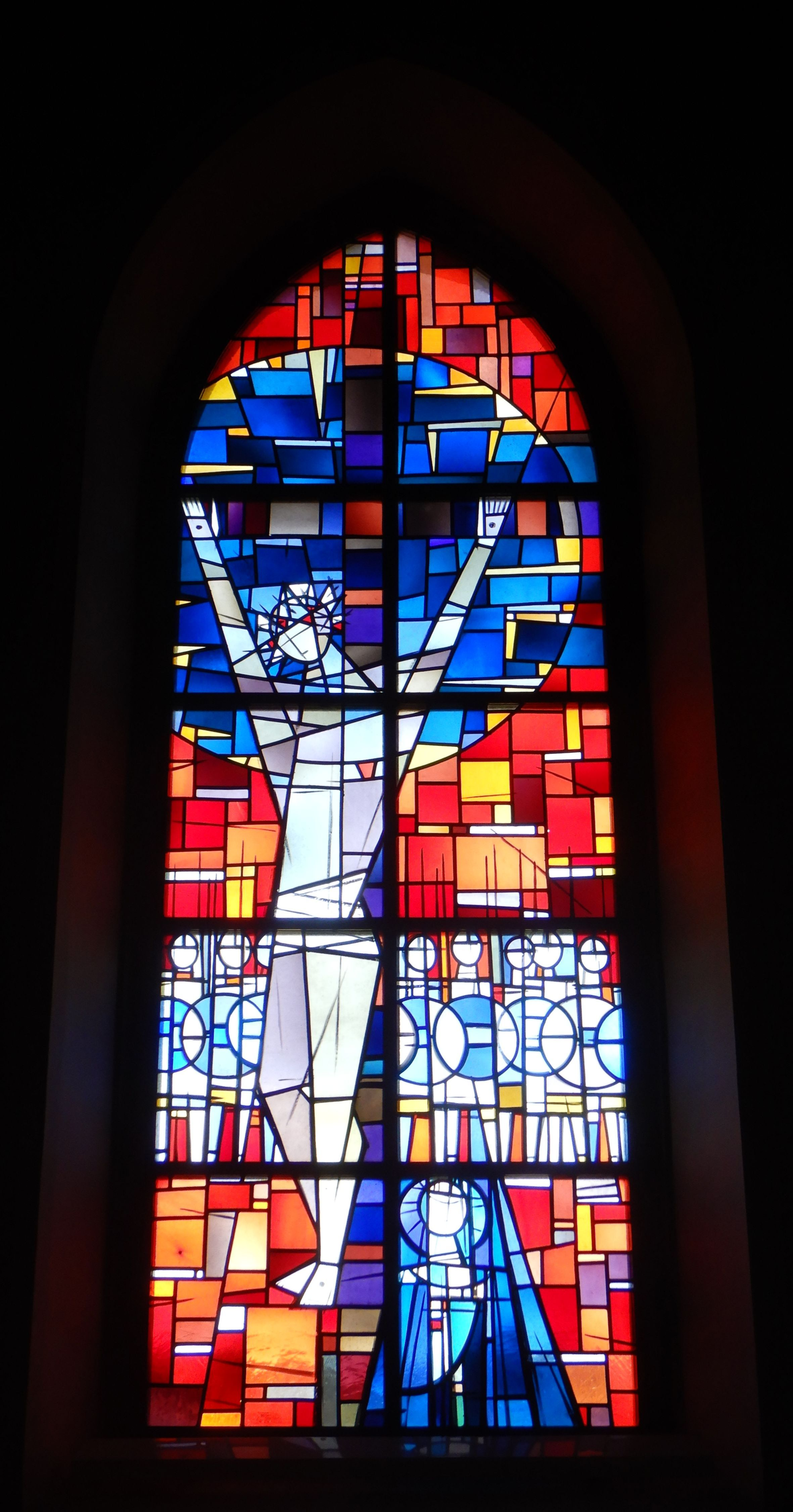
Fenster Mitte Karfreitag
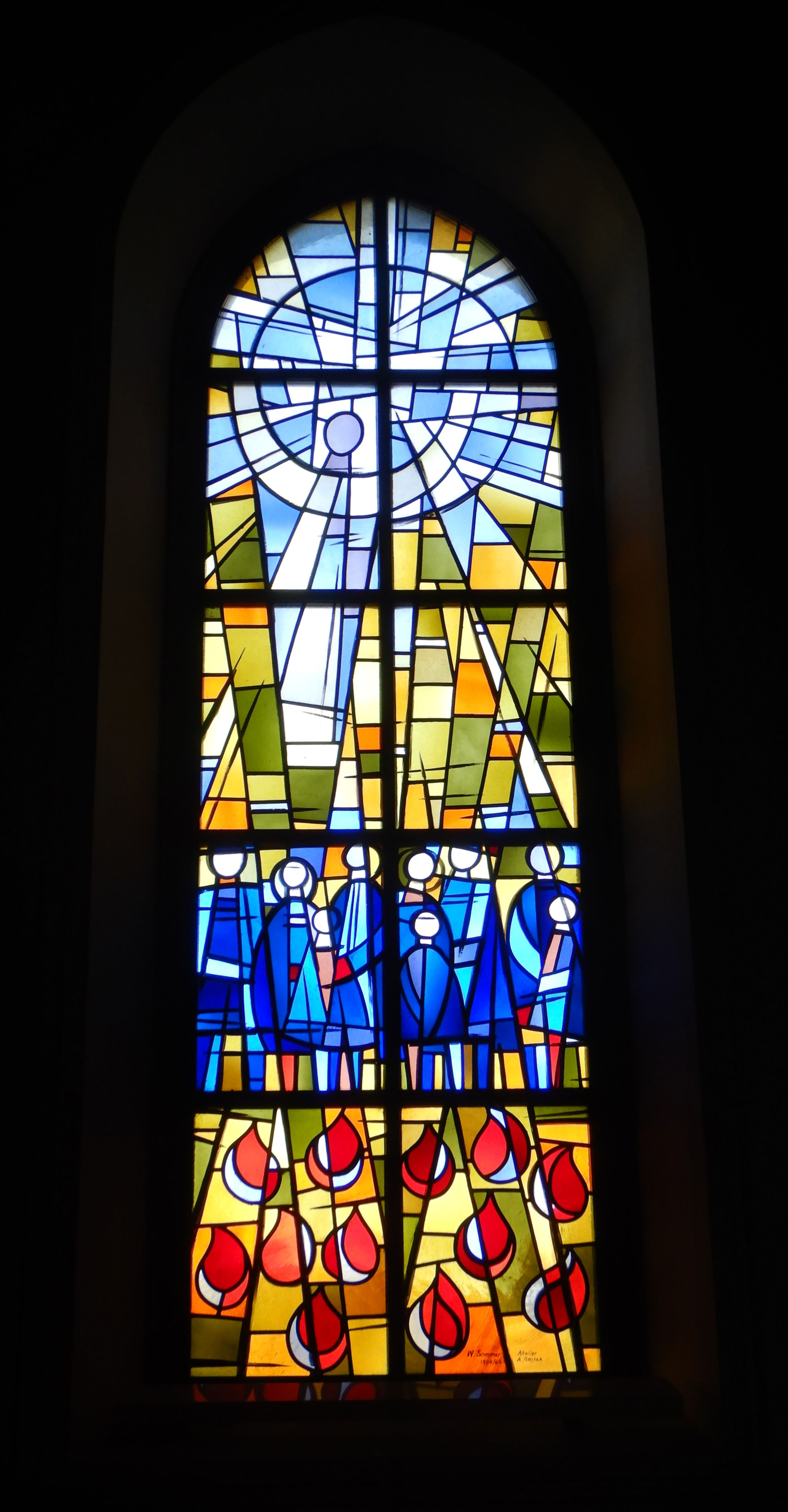
Fenster Rechts Pfingsten

### Stifterwappen
Zwei Fenster zeigen Schweizer Scheiben mit Wappen der Herrschaft Bern und des Stifters, Albrecht von Graffenried, Obervogt zu Schenkenberg.

### Familienwappen
Die zehn Wappenscheiben, von J. R. Schläppi aus Basel gefertigt, zeigen Familienwappen der Familien Amsler, Fasler, Frey, Windisch, Muster, Nussbaum, Pfister, Senn, Wehrli und Hochstrasser.

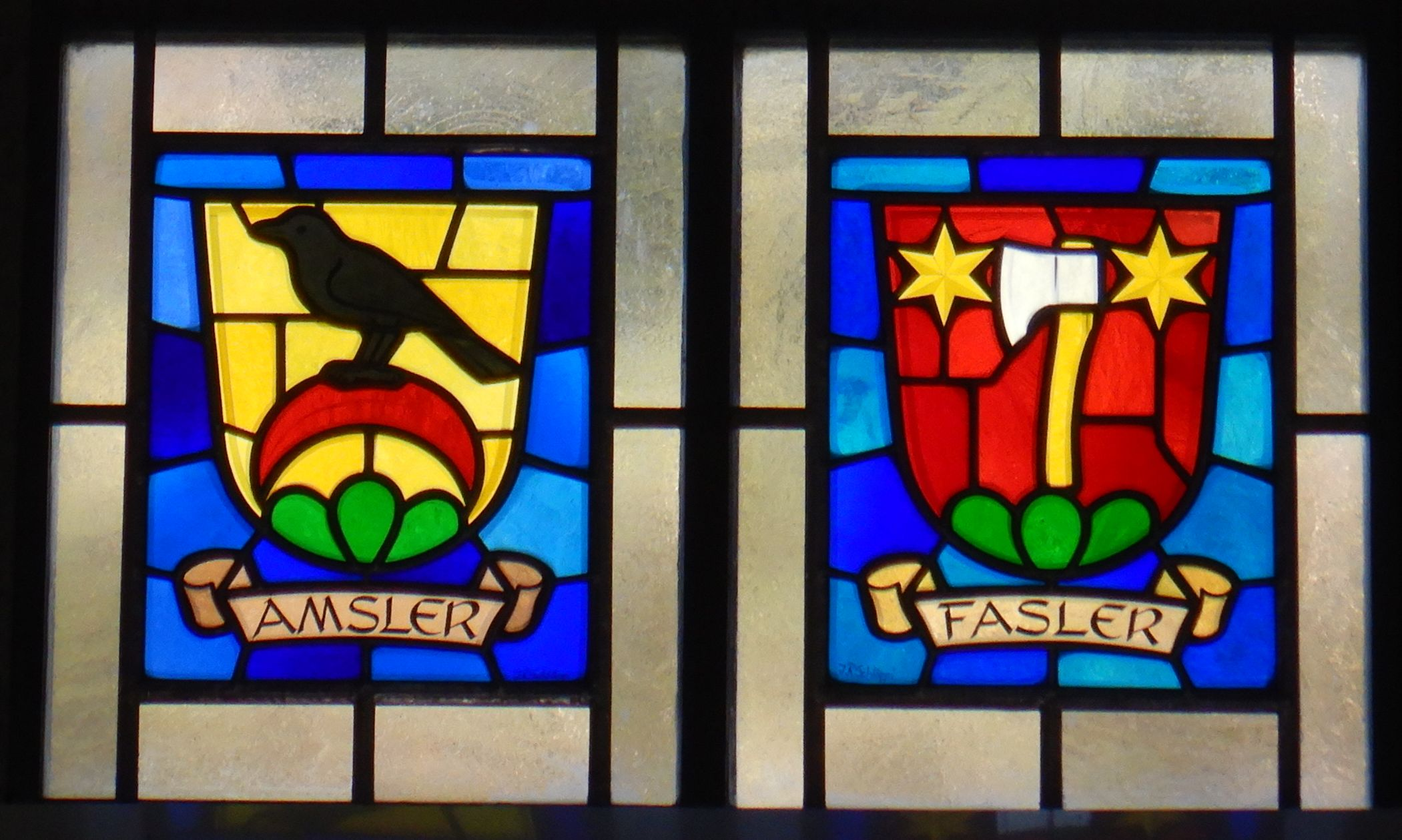
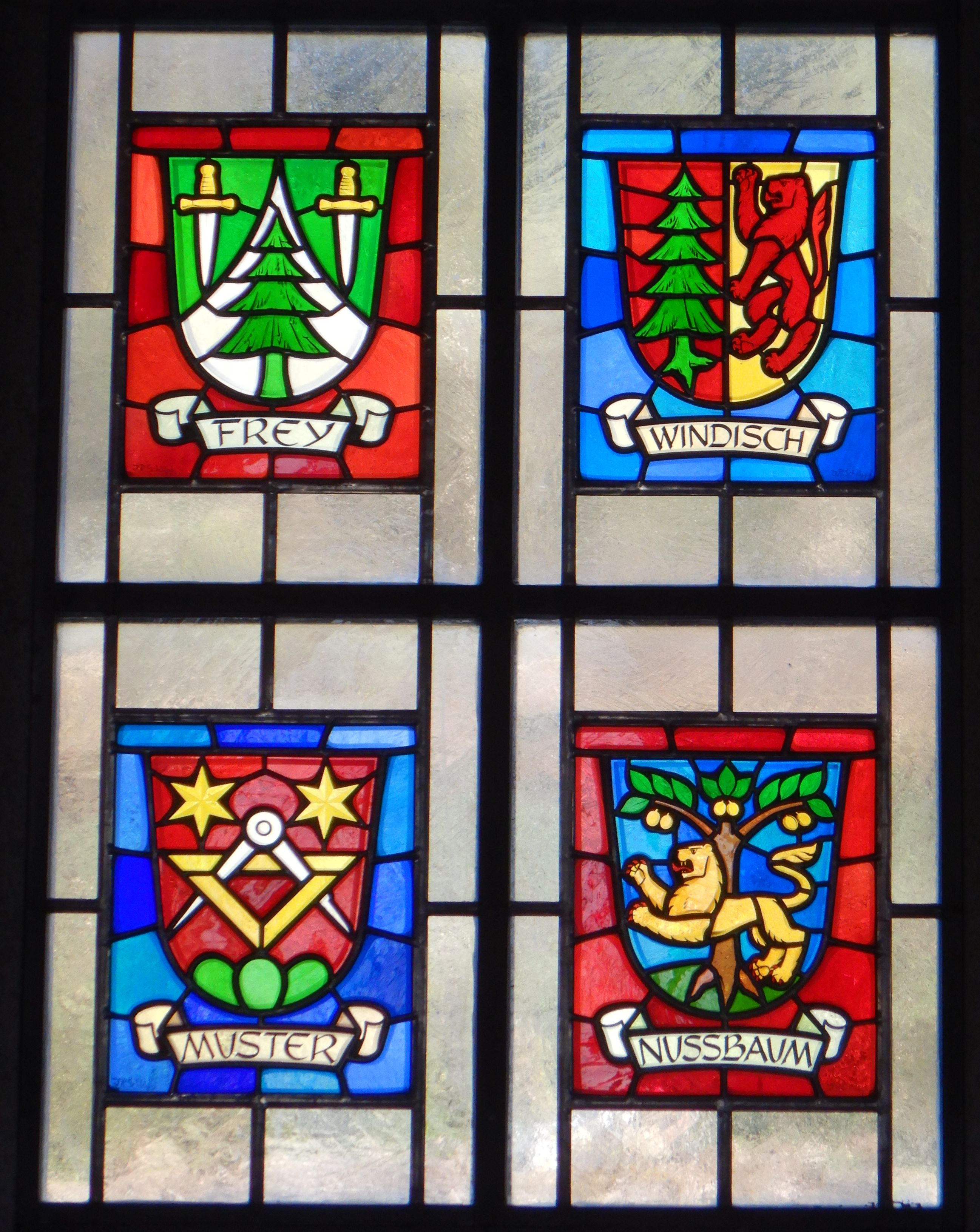
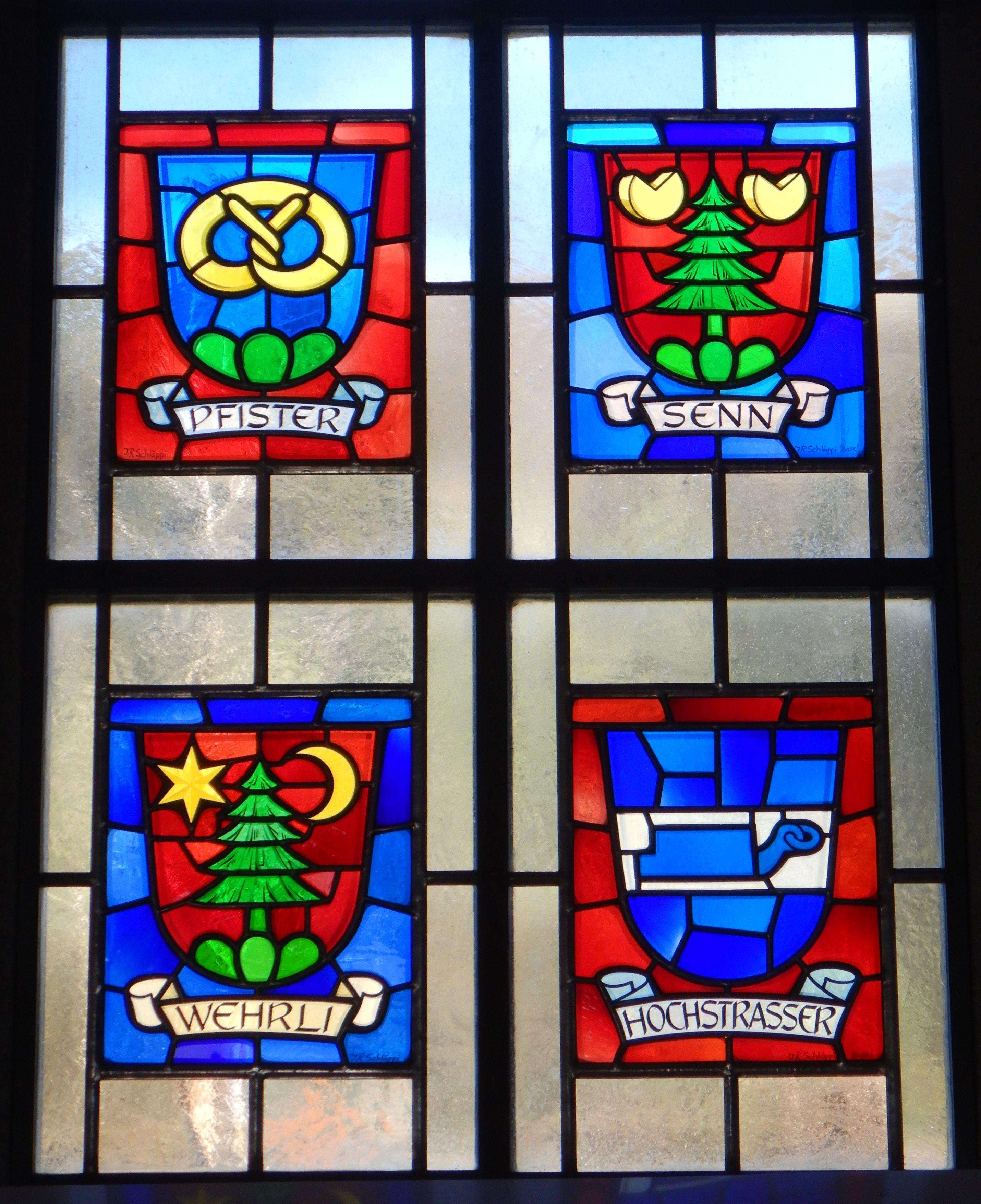

### Bach- und Mozartwochen
Ein Fenster erinnert an «Bach- und Mozartwochen» 1988 auf dem Herzberg und wurde ebenfalls von J. R. Schläppi gefertigt.

### Rosette
Über dem Eingang gibt es eine Rosette.

## Varia

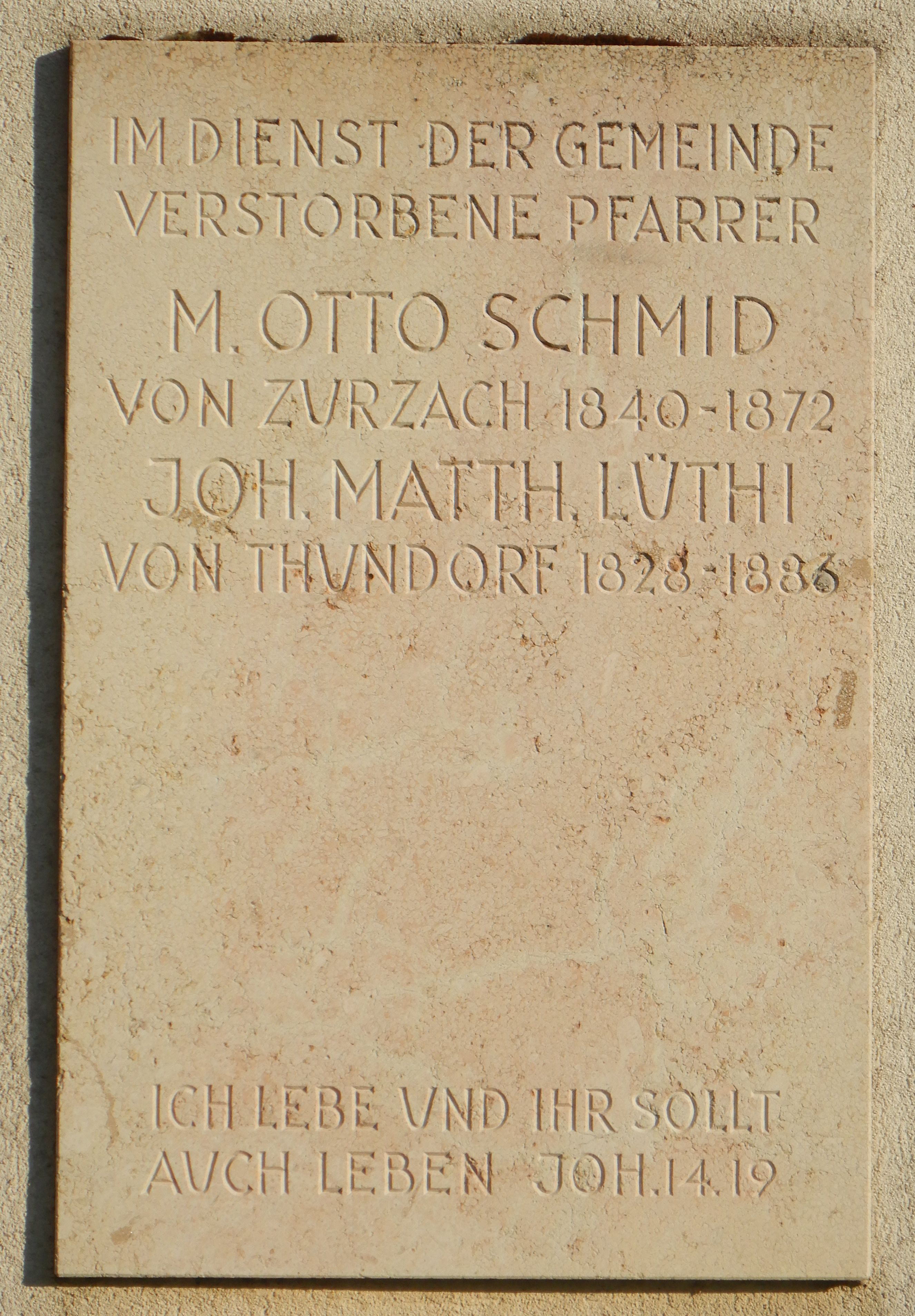
Stein in Erinnerung an im Dienst der Gemeinde verstorbenen Pfarrer.

An die im Dienst der Gemeinde verstorbenen Pfarrer erinnert ein Stein an der Kirchenmauer:
- M. Otto Schmid von Zurzach, 1840–1872, (Pfarrer 1864–1872),
- Johann Matthias Lüthi von Thundorf, 1828–1886, (Pfarrer 1872–1886).[9]